# Стреви
Стреви (итал. Strevi) — коммуна в Италии, располагается в регионе Пьемонт, в провинции Алессандрия.
Население составляет 2045 человек (2008 г.), плотность населения составляет 134 чел./км². Занимает площадь 15 км². Почтовый индекс — 15019. Телефонный код — 0144.
Покровителем коммуны почитается святой архангел Михаил, празднование 29 сентября.

## Демография
Динамика населения:

## Администрация коммуны
- Официальный сайт: http://www.comune.strevi.al.it/